# Bébé et la Danseuse
Pour plus de détails, voir Fiche technique et Distribution.
Bébé et la Danseuse est un film muet français réalisé par Louis Feuillade et sorti en 1911.
Ce film fait partie de la série des Bébé.

## Fiche technique
- Titre : Bébé et la Danseuse
- Réalisation : Louis Feuillade
- Scénario : Louis Feuillade
- Société de production : Société des Établissements L. Gaumont
- Pays d'origine :  France
- Langue : film muet avec les intertitres en français
- Format : Noir et blanc — 35 mm — 1,33:1 — Muet
- Métrage : 149 m
- Genre : Comédie
- Durée : 5 minutes
- Date de sortie : 
  - France : octobre 1911

## Distribution
- René Dary : Bébé (comme Clément Mary)
- Renée Carl : la mère
- Nelly Palmer